# 妖怪ウォッチ ぷにぷに
『妖怪ウォッチ ぷにぷに』（ようかいウォッチ ぷにぷに）は、レベルファイブより2015年10月21日から順次配信されたソーシャルゲーム。『LINE:ディズニー ツムツム』を手がけたNHN PlayArtとの共同開発。

## 概要
2015年10月21日にAndroid版、10月28日にiOS版が配信。基本無料+アイテム課金方式。仲間にした妖怪（キャラクター）5体でチームを組み、「妖怪ぷに」というキャラクターの顔がモチーフのグミ状となってフィールド上部から落ちてくるため、これをスワイプでつなげて大きな「でかぷに」にしたり、タップで消して攻撃し、マップ上の敵妖怪を攻略していくアクションパズルゲーム。
各妖怪ぷにを消すとわざゲージが貯まっていき、満タンになると各自妖怪の持つ「ひっさつわざ」を発動できる。また妖怪ぷにをつないでいくとフィーバーゲージが上昇していき、満タンになると「フィーバータイム」に突入する。フィーバータイム中は、敵の攻撃が止まり（反撃は発動する）、ダメージが蓄積される。さらに、フィーバー中はダメージ、スコアがアップし、コンボは途切れなくなる。
自分のHPゲージが0になる前に敵妖怪を倒せば勝利（ステージクリア）となる。その際に食べ物、コイン、Yマネー、Yポイントなどのアイテムを落としたり、敵妖怪が新たな妖怪ぷにとして「ともだち」になる事がある。ステージクリアの際にチーム参加した妖怪は経験値を獲得し、それに応じてレベルアップする。入手したコインやYポイントは「妖怪ガシャ」や「レベル上限の解放」「アイテムの購入」などに使用でき、妖怪ガシャでも新たなアイテムや妖怪を入手できる。また特定のパーツを集めることで「時計屋」で新たな妖怪ウォッチを作製できる。妖怪ウォッチはこれまでのゲームシリーズやアニメに登場したものの他、本作オリジナルの妖怪ウォッチも登場し、種類によって効果も異なっている。
プレイ回数は「ひとだま」で表示され、15分で1個回復し、最大5個まで自動回復する（広告視聴やYマネーによる購入も可）。ひとだまの数は左上の枠内に表示され、5個までは青白いひとだまの中で表示される。5個の場合はひとだまの中に「5」、そのひとだまの横の黒い枠の中に「まんたん！」、6個以上の場合は枠の中に「+●」と数字が表記される。最大で「+999」まで表示され、それ以降の数は表示されないがゲーム内でカウントされている。
玩具の『妖怪メダル』にも連動し、QRコードをスマートフォンのカメラ撮影で登録できる。またゲーム内のミッションクリアで本編ゲームと連動し『妖怪ウォッチ3 スシ/テンプラ』では「ぷにニャン」「ぷにコマ」、『妖怪ウォッチ3 スキヤキ』では「卵の君」、『妖怪ウォッチ4』では「しゅらコマ」が入手出来た（現在は終了）。
アプリ内で約半月ごとに期間限定イベントも開かれ、『シャドウサイド』『妖怪学園Y』『妖怪三国志 国盗りウォーズ』などの派生シリーズの他、本作オリジナルのストーリーや妖怪が登場したり、他企業の漫画・ゲーム作品などのキャラクターが登場するコラボイベントも行っている。
妖怪ぷにのランクはE〜A、S〜SSS、Z〜ZZZ、Uz、Uz+が存在する。レベル上限はSSS以下が50、Z以上になるとランクが1段階上がるごとに10ずつ上限が上がる（現行最高ランクのUz+はレベル上限100）。S以下は一部、SSランク以上は全キャラクターに特殊効果を起こす「スキル」が搭載されている。SSS以下は一部、Z以上は全キャラクターにひっさつわざゲージが満タンになった後、さらに強力なわざが出せる「Gわざ」が搭載されている。またUz+には中央に配置するとパワーアップする「センター効果」が搭載されている。
本作の独自要素として、種族によって技ダメージの大小が変わる「相性」があるため、本編ゲームでは種族がなかったり、独自の種族を持つ妖怪やコラボキャラクターにも妖怪メダル同様の種族が便宜的に付けられている。また、イベントによっては元のキャラとは異なる種族を持った亜種キャラが実装される場合がある。スコアアタックでは、妖怪ぷにや技の組み合わせなどで他のプレイヤーと競い合ったり、リーグ上位を目指すことができる。
2017年11月17日からはこれまで「Yマネー」に統一していたゲーム内通貨が一部「Yポイント」と分化した。2022年4月18日からはスコアアタックをリニューアルし、ブロンズ・シルバー・ゴールド・プラチナ・ダイヤモンドのリーグ制や専用のポイントが導入された。2023年6月28日からはブロンズリーグを除く全てのリーグを対象にした上位100人のランキングが確認できるようになった。

## リリース
- 2015年4月7日、レベルファイブによる新作発表会「LEVEL5 VISION 2015 -THE BEGINNING-」（東京ドームシティ）にて初めてタイトルが発表された[5]。当初は夏配信予定とされたが10月に延期された[6]。
- App Ape Award 2018「Game of the year 2018」優秀賞受賞[7]。
- なお北米・オーストラリア版は2016年3月24日より、欧州版は2017年3月30日より配信されていた（英語タイトルはYo-kai Watch: Wibble Wobble）が、2018年5月31日をもって日本国外では全てサービス終了した[8]。
- 2022年8月上旬実施の『ホロライブ』コラボイベントでは、開始後1週間で前月収益の1.8倍以上を達成。ゲームカテゴリー内のパズルジャンルにおいて収益トップ、ゲームカテゴリーにおいて収益成長量3位を記録した[9]。
- 2023年7月上旬実施の『妖怪ウォッチ』ゲームシリーズ10周年イベントの一環で、ユーザー促進に「10周年だニャン！全員集合キャンペーン」やYポイント増量セールなどを展開。前年同期比で収益3倍、ダウンロード数8倍（同期間の日本のモバイルゲーム収益成長量4位、ダウンロード数成長量2位）を記録した[10]。

## マップ
下記の本編ゲーム『1』『2』『3』に準ずる通常マップの他、イベント期間中のみのマップが現れる。

### つうじょうステージ
- さくら住宅街
- おおもり山
- 団々坂
- さくら中央シティ
- おつかい横丁
- そよ風ヒルズ

- さくらEXツリー
- 妖魔界
- ナギサキ
- ケマモト村
- 平釜平原
- 桜町

- スクラップヤード
- モーシンデルマート
- ヨップル社
- ウォルナービレッジ
- ニュー妖魔シティ

### ウラステージ
- 地下水道（A〜F）
- さくらEXツリー展望台
- あらくれ街道
- ムゲン地獄（第1〜第8階層）
- アミダ極楽（第1〜第7階層）

## コラボレーション
- 名探偵コナン

開催期間：2016年5月11日～23日
『名探偵コナン公式アプリ』とのコラボ企画。コラボレーション限定妖怪として「名探偵コニャン」が登場。2017年以降は後述の「少年サンデー」コラボ内のキャラとして参加している。
- ファイナルファンタジーXIV

開催期間：2016年9月20日～10月3日（モーグリニャン）、10月3日～16日（チョコボニャン）
- 週刊少年サンデー

開催期間：2016年11月1日～14日（第1弾）、2017年10月16日～31日（第2弾）、2019年5月1日～16日（第3弾）、2020年5月1日～15日（第4弾）、2021年5月1日～16日（第5弾）。2022年5月1日～16日（第6弾）、2023年4月1日～15日（第7弾）
サービス開始1周年記念として開催された第1弾では『うしおととら』『うる星やつら』『らんま1/2』『犬夜叉』が参加。サービス開始2周年記念として開催された第2弾では『名探偵コナン』『マギ』が初参加。第3弾では『からくりサーカス』『今日から俺は!!』が初参加。第4弾では『ARMS』が初参加。第5弾では『烈火の炎』が初参加。第6弾では『名探偵コナン』『らんま1/2』『今日から俺は!!』から新キャラクターを追加。
第3弾から第6弾まで毎年5月上期恒例として開催していた。
- サンリオキャラクターズ

開催期間：2017年5月1日～16日（第1弾）、2019年7月1日～16日（第2弾）
第1弾では『ハローキティ』『マイメロディ』『ポムポムプリン』『シナモロール』『ぐでたま』が参加。コラボレーション限定妖怪として「キティニャン」「コマメロディ」も登場する。第2弾では『キキ&ララ』が初参加し、コラボレーション限定妖怪として「キキ&ララキラコマ」「百鬼姫（クロミ）」「ハローキティ（エンマ）」も登場する。
- コロコロアニキ

開催期間：2017年9月18日～30日
コロコロコミック創刊40周年を記念したコラボ企画。『つるピカハゲ丸』『おぼっちゃまくん』『爆転シュート ベイブレード』『デュエル・マスターズ』が参加している。なお、キャラクターボイスは他のコラボキャラとは違い既存妖怪からの流用となっている。
- イナズマイレブン

開催期間：2017年10月1日～15日（無印）、2018年7月1日～16日（アレスの天秤）、2019年3月16日～31日（オリオンの刻印）
- ゲゲゲの鬼太郎

開催期間：2018年2月1日～15日
コラボレーション限定妖怪として「鬼太ニャン」「ウィス男」が登場。なお、コラボキャラのデザインとボイスは『映画 妖怪ウォッチ シャドウサイド 鬼王の復活』と同じものを使用している。
- スナックワールド

開催期間：2018年4月1日～15日
- 七つの大罪

開催期間：2018年8月16日～31日（天空の囚われ人）、2021年2月16日～28日（憤怒の審判）
第1弾は『劇場版 七つの大罪 天空の囚われ人』公開に合わせたコラボ企画として、第2弾はテレビアニメ第4期『憤怒の審判』放送に合わせたコラボ企画として開催。
また『劇場版 七つの大罪 天空の囚われ人』では入場者特典としてコラボシールがプレゼントされ、そこに載っているシリアルコードを使用することで「赤猫Ver.ホーク」を取得できた。
- レベルファイブオールスターズ

開催期間：2018年10月16日～31日（第1弾）、2022年10月17日～31日（第2弾）
第1弾はサービス開始3周年記念として開催。前述の『イナズマ』『スナック』に加え、『レイトン教授』『ファンタジーライフ オンライン』『二ノ国II レヴァナントキングダム』が参加している。
第2弾はサービス開始7周年記念として開催。新たに『メガトン級ムサシ』『ダンボール戦機』が参加している。
- ディシディア ファイナルファンタジー NT

開催期間：2018年11月16日～30日（第1弾）、2019年11月1日～15日（第2弾）
- モンスターストライク

開催期間：2019年8月1日～16日（第1弾）、同年11月16日～30日（第2弾）、2020年11月16日～30日（第3弾）
2019年10月11日〜10月25日にはモンスト側でコラボが行われ、ジバニャン、フユニャン、コマさんがイベントクエスト報酬である『妖怪コイン』の引き換えキャラクターとして登場、ウィスパー、キュウビ、ふぶき姫、オロチがイベントクエストのボスとして登場した。
第2弾ではコラボレーション限定妖怪としてそれぞれ獣神化したジバニャン、コマさん、オロチ、キュウビ、ふぶき姫、輪廻が登場。
- 映画 二ノ国

開催期間：2019年9月1日～15日
公開に合わせたコラボ企画。
- 仮面ライダーシリーズ

開催期間：2020年7月1日～16日（第1弾）、2022年10月1日～16日（第2弾）
1号、BLACK、シャドームーン、クウガ、アギト、555、電王、ドライブ、エグゼイド、ゼロワンが参加。
第2弾では新たにオーズ、リバイ、バイス、ギーツが参加。
- 人気動画クリエイター

開催期間：2020年11月1日～15日
UUUMとのコラボ企画。HIKAKIN、SEIKIN、東海オンエア、ミラクルぐっち、さとちん、とーま、ぴよちゃれ! ろこが参加。
- ウルトラマンシリーズ

開催期間：2021年8月1日～16日
シリーズ55周年を記念したコラボ企画。ウルトラマン、セブン、ティガ、ゼロ、トリガーが参加。
- SHAMAN KING

開催期間：2021年10月16日～31日
- 進撃の巨人

開催期間：2021年11月1日～15日（第1弾）、2023年6月1日〜15日（第2弾）
- エヴァンゲリオン

開催期間：2021年12月16日～31日（第1弾）、2022年12月16日～31日（第2弾）
コラボキャラのボイスの聴取期間が4年間（2025年11月下旬まで）と設定されている。
- ぷよぷよ

開催期間：2022年3月16日～31日
アクションパズルゲーム同士のコラボ企画。同作キャラとの対戦時は、フィールド上に「おじゃまぷよ」が現れるルールとなった。
- ホロライブ

開催期間：2022年8月1日～16日（第1弾）、2023年9月1日～15日（第2弾）、2024年1月1日～16日（第3弾）、2024年9月1日～15日（第4弾）、2025年3月1日～16日（第5弾）
所属VTuberのさくらみこ、白上フブキ、猫又おかゆ、戌神ころね、兎田ぺこら、宝鐘マリン、角巻わため、獅白ぼたんが参加、アイドル衣装が登場。
第2弾では加えて百鬼あやめ、大空スバル、大神ミオ、常闇トワ、沙花叉クロヱが参加、水着衣装が登場。
第3弾では加えて星街すいせい、不知火フレア、白銀ノエル、天音かなた、雪花ラミィが参加、妖怪コラボ衣装が登場。
第4弾では加えてラプラス・ダークネス、博衣こよりが参加、浴衣衣装・ペア5組が登場。
第5弾では加えてときのそら、赤井はあと、夏色まつり、鷹嶺ルイが参加、イースター衣装が登場。
期間中に各自ナレーションやゲーム生配信も実施。またホロハートを使って豪華景品をゲットするなどのイベント形式になっている。
第4弾より応援するキャラクターを決め、貯めた推しP（ポイント）によって報酬アイテムがもらえる「推し活」システムを導入。
- 東京リベンジャーズ

開催期間：2023年5月1日～16日（第1弾）、2024年3月1日～16日（第2弾）
- 五等分の花嫁

開催期間：2023年11月1日～16日（第1弾）、2025年2月1日～15日（第2弾）
中野家五姉妹（一花、二乃、三玖、四葉、五月）が各衣装で登場。「ハッピー」はアイテム合成で1種のみ入手可。
第1弾は「ハッピーウェディング」「ウェディング」「日の出祭」。
第2弾は「ハッピーバレンタイン」「バレンタイン」「冬服」。また「推し活」システムを導入。
- この素晴らしい世界に祝福を!3

開催期間：2024年5月1日～16日（第1弾）、2025年6月1日～15日（第2弾）
- 転生したらスライムだった件

開催期間：2024年8月1日～16日
- Re:ゼロから始める異世界生活

開催期間：2024年12月16日～31日
- にじさんじ

開催期間：2025年5月1日～16日
所属VTuberの壱百満天原サロメ、社築、星川サラ、椎名唯華、笹木咲、本間ひまわり、加賀美ハヤト、イブラヒム、石神のぞみ、ソフィア・ヴァレンタイン、周央サンゴが参加。
期間中にゲーム生配信も実施。
- 無職転生 〜異世界行ったら本気だす〜

開催期間：2025年8月1日～16日

## 挿入歌
「IDOL☆BOUT！ ～わたしをみつめるズラ♡～」
作詞 - 浅田優美 / 作曲 - 大川茂伸 / 歌 - 小牧駒美（田村ゆかり）
「IDOL☆BOUT！ ～MERAMERAマイハート～」
作詞 - 浅田優美 / 作曲 - 大川茂伸 / 歌 - 米良獅子乃（長谷川育美）
「IDOL☆BOUT！ ～響け百花繚乱！～」
作詞 - 浅田優美 / 作曲 - 大川茂伸 / 歌 - 雲雀朱音（遠藤綾）
2024年9月16日よりの期間限定イベント「アイドルロワイヤル」のオリジナル楽曲。レベルファイブ公式YouTubeチャンネルに楽曲・歌詞が公開されている。